# José Santacruz Londoño
José Santacruz Londoño, conosciuto come Chepe (Cali, 1º ottobre 1943 – Medellín, 5 marzo 1996), è stato un criminale colombiano, trafficante di droga, ed era considerato il numero tre del Cartello di Cali.

## Biografia
Fu uno dei signori della droga più sanguinari dell'intera Colombia. Era noto soprattutto per la meticolosa attenzione verso i particolari nell'organizzare l'esportazione internazionale della cocaina e nel riciclaggio del denaro sporco. Responsabile per l'area metropolitana di New York, si crede che abbia ordinato nel 1992 l'omicidio di Manuel de Dios, un giornalista investigativo i cui articoli in lingua spagnola sul traffico di droga in vari giornali di New York davano fastidio al cartello.
Nel giugno del 1992 la DEA sequestrò due laboratori di conversione della cocaina a Brooklyn connessi al cartello di Cali, in particolare al sottogruppo di Santacruz Londoño. Inoltre furono sequestrate notevoli somme di denaro dai conti del boss in varie banche americane ed europee. Santacruz Londoño venne arrestato il 4 luglio 1995. L'11 gennaio 1996 scappò dalla prigione di La Picota, a Bogotà. 

### Morte
Secondo la versione ufficiale, Santacruz muore a una sparatoria con la polizia a Medellín; il 5 marzo 1996 questa avrebbe ricevuto una telefonata anonima che l'avrebbe avvertita della presenza di Santacruz in un centro commerciale, dopo averlo seguito avrebbe fermato la sua auto e ucciso mentre tentava la fuga .
Una seconda versione della morte di Santacruz è emersa dopo che Javier Antonio Calle Serna, narcos e leader dei Los Rastrojos, detenuto negli Stati Uniti, ha pubblicato le sue memorie. Secondo Calle Serna la morte di Santacruz venne orchestrata da boss paramilitare Carlos Castaño su richiesta di Danilo González, un Colonnello di polizia che in origine contrastò Pablo Escobar e poi entrò a far parte del Cartello di Cali.

## Nei media
Viene interpretato dall'attore Pêpê Rapazote nella serie Narcos.